# Andrzej Halemba
Andrzej Halemba (ur. 19 listopada 1954 w Chełmie Śląskim) – polski prezbiter katolicki, misjonarz Fidei Donum, tłumacz Nowego Testamentu oraz autor słowników Mambwe↔Angielski, dyrektor Centrum Formacji Misyjnej, sekretarz Komisji Misyjnej Episkopatu Polski, delegat ds. misjonarzy KEP, założyciel Muzeum Misyjnego w Brzęczkowicach. W latach 2006–2020 pracował w Papieskiej Fundacji „Pomoc Kościołowi w Potrzebie” (ACN Intl.) z siedzibą w Niemczech: był odpowiedzialny za pomoc anglo- i portugalskojęzycznym krajom Afryki, a potem za pomoc Kościołowi w 23 krajach na Bliskim Wschodzie i na Półwyspie Arabskim. W 2020 zainicjował międzynarodową inicjatywę ewangelizacyjną „Nasza Droga do Boga”.

## Życiorys

### Młodość i powołanie kapłańskie
Urodził się 19 listopada 1954 roku w Chełmie Śląskim, syn Eryka Halemby i Marii z d. Ryszka, ma dwóch braci Wenancjusza i Bernarda. W swojej rodzinnej miejscowości uczęszczał do szkoły podstawowej, aby w 1969 roku rozpocząć naukę w Liceum Ogólnokształcącym im. Tadeusza Kościuszki w Mysłowicach. Interesował się antropologią i filozofią.
Po zdaniu matury w 1973 roku wstąpił do Wyższego Śląskiego Seminarium Duchownego w Krakowie. W 1981 roku uzyskał tytuł magistra teologii na Papieskiej Akademii Teologicznej w Krakowie. 3 kwietnia 1980 roku z rąk biskupa Herberta Bednorza w katowickiej katedrze przyjął święcenia kapłańskie. Pracując jako wikariusz w parafii św. Piotra i Pawła w Świętochłowicach z wielkim zaangażowaniem pracował z Dziećmi Maryi, grupą wspierającą misjonarzy. Już w tym czasie starał się o wyjazd na misje.

### Powołanie misyjne i praca w Zambii
Ogromny wpływ na jego decyzję miało spotkanie w 1979 roku, podczas pierwszej pielgrzymki Jana Pawła II do Polski z Senegalczykiem, kardynałem Hyacinthe Thiandoum z Dakaru. Afrykański kardynał zafascynował młodego seminarzystę bezpośredniością, otwartością i wspaniałym poczuciem humoru. Po kilkumiesięcznym przygotowaniu wyjechał do Zambii, gdzie przebywał od 1983 roku, posługując przez 12 lat w diecezji Mbala (obecnie Kasama), w misji Mambwe jako misjonarz „Fidei Donum”(1983-1993, 2004-2005).
Służba misyjna Ks. Halemby nie ograniczała się do działań duszpasterskich, ale obejmowała swoim zasięgiem wiele innych dziedzin. Leczenie było jedną z posług, jakie świadczył, mimo bardzo ograniczonych środków oraz trudności. Trzeba się był mierzyć z niedożywieniem pacjentów, epidemią malarii, brakiem antybiotyków i szczepionek, wysoką umieralnością około-porodową, gdzie do najbliższego szpitala było ok. 80 km i nie zawsze udawało się przewieźć pacjenta na czas.
Walcząc z przeciwnościami o życie każdego człowieka, misjonarze wraz z miejscową ludnością, podjęli się budowy charytatywnego szpitala w Mambwe, na peryferiach diecezji i kraju. Dzięki pomocy administracyjnej ks. bp. Adolfa von Fürstenberga, pomocy finansowej dobroczyńców oraz zaangażowaniu lokalnej ludności, która wniosła swój wkład w postaci pracy, szpital w Mambwe powstał w ciągu dwóch lat. Ks. Halemba przyczynił się także do powstania pierwszego przedszkola i pierwszej szkoły średniej w misji Mambwe.

### Tłumaczenia w służbie ewangelizacji
Lud Mambwe, jako pierwszy spośród 72 plemion przyjął katolickich misjonarzy. W Mambwe Mwela, zatrzymali się w 1881 r. pierwsi Ojcowie Biali, którzy wykupili od arabów 200 niewolników transportowanych starą „drogą niewolników” opisaną przez Stevensona, łączącą Północną Prowincję z Atlantykiem i Oceanem Indyjskim. Tutaj powstała pierwsza osada katolicka i szkoła.
Jednak mimo upływu lat, lud Mambwe nie posiadał nawet uwspółcześnionego tłumaczenia Nowego Testamentu. Protestanckie tłumaczenie z końca XIX wieku się przeżyło, liczne zapożyczenia z języka swahili i przestarzałe formy językowe oraz niespójność gramatyczna sprawiały, że lud Mambwe niechętnie po nie sięgał. Potrzeba więc było nowego tłumaczenia, bardziej zrozumiałego, szczególnie dla młodego pokolenia. Ks. Halemba podjął się zadania tłumaczenia wraz z grupą miejscowych konsultantów i przez dwa lata opracował tłumaczenie Nowego Testamentu na język ludu Mambwe. Wydruk tego dzieła był darem polskich misjonarzy Fidei Donum z okazji jubileuszu stulecia Kościoła katolickiego w Zambii w 1991 roku.
W 1994 roku ks. Halemba opublikował słownik mambwe-angielski, nad którym pracował przez dziesięć lat (1984-1994), który zawiera 17.500 haseł i jest najobszerniejszym słownikiem bantuskiego języka w Zambii. W roku 2007 opublikował dwie ważne pozycje: słownik angielsko-mambwe oparty na Oxford Advanced Learner’s Dictionary zawierający 21.300 haseł oraz gramatykę języka mambwe. Ks. Halemba zredagował też pracę misjonarza Afryki - Ojca Białego Marcela Petitclair'a i wydał Mszał Rzymski w języku mambwe. W 2009 roku ks. Halemba przyczynił się do publikacji Biblii dla dzieci w języku mambwe pt. "Bóg mówi do swoich dzieci" („God Speaks to His Children”) oraz opracował i uzupełnił trzy-tomową pomoc liturgiczną dla katechistów („Mambwe liturgical lectionaries A, B and C”), która również była dziełem wieloletniej pracy O. Marcela Petitclair'a M. Afr..

### Zaangażowanie naukowe
W latach 1993–1994 na Akademii Teologii Katolickiej w Warszawie (obecnie UKSW) podjął dodatkowe studia z misjologii, które zakończył pracą licencjacką pt.: „Niektóre aspekty inkulturacji ludu Mambwe w świetle adhortacji Pawła VI Africae terrarum”. Zaś w 2004 r. uzyskał stopień doktora nauk teologicznych broniąc pracę doktorską pt.: „Wartości religijne i etyczne w przysłowiach ludu Mambwe, Zambia”(„Religious and ethical values in the proverbs of the Mambwe people - Zambia”). W 2005 roku wydał w języku mambwe i angielskim bajki i przysłowia ludu Mambwe. Pozycje te pomogły uratować od zapomnienia wiele aspektów tradycji ludu Mambwe. W przygotowaniu są następne dwie publikacje: Drugi tom afrykańskich bajek (po angielsku i w mambwe) oraz „Historia i zwyczaje ludu Mambwe (Zambia)”.

### Praca na rzecz misji
W 1996 roku został dyrektorem Centrum Formacji Misyjnej w Warszawie oraz sekretarzem Komisji Episkopatu Polski ds. Misji, a w 1999 powierzono mu dodatkowo funkcję delegata ds. misjonarzy. W tym czasie był pomysłodawcą wielu akcji i konkursów m.in. konkursu pt. „Mój szkolny kolega z Afryki” oraz „Olimpiada Misyjna”. Pracę dla Komisji Episkopatu Polski ds. Misji i Centrum Formacji Misyjnej zakończył w 2003 roku.
Podczas swoich podróży duszpastersko-misyjnych gromadził pamiątki w postaci rzeczy codziennego użytku, dzieł sztuki (głównie afrykańskiej, ale też indiańskiej i papuaskiej) oraz przedmiotów kultu. Na bazie licznych zbiorów utworzył Muzeum Misyjne im. Kardynała Augusta Hlonda, które zostało otwarte 12 stycznia 2004 roku przy parafii Matki Boskiej Bolesnej w Brzęczkowicach. Co roku powraca do Zambii i organizuje spotkanie polskich misjonarzy w Lusace, a także na północy Zambii (Mbala, Mambwe) konkurs kultury Mambwe dla szkół, jako festiwal tradycji języka: sztuki oratorskiej, narracji bajek, poezji, pieśni i tańca.

### Pomoc Kościołowi w Potrzebie (Aid to the Church in Need International / Kirche in Not)
Obecnie ks. dr Halemba kieruje pracą departamentu bliskowschodniego w papieskiej fundacji „Pomoc Kościołowi w Potrzebie” (PKWP) z siedzibą w Königstein im Taunus (niedaleko Frankfurtu nad Menem, Niemcy). Od 2006-2010 roku był odpowiedzialny za pomoc anglo- i portugalskojęzycznym krajom Afryki. Od 2010 r. jest odpowiedzialny za pomoc Kościołowi na Bliskim Wschodzie (Ziemia Święta, tj. Izrael i Palestyna, Liban, Jordania, Syria, Irak, Iran, Afganistan, Turcja, Cypr, Azerbejdżan, Gruzja, Armenia, Egipt, Etiopia, Erytrea) i na Półwyspie Arabskim (Arabia Saudyjska, Jemen, Oman, Kuwejt, Katar, Bahrajn, Zjednoczone Emiraty Arabskie) oraz uczestniczy w pracach Dzieła Pomocy Kościołom Wschodnim (ROACO).
W czasie pogromu Chrześcijan na Bliskim Wschodzie, pospieszył na ratunek dotkniętemu wojną i prześladowaniem Kościołowi, szczególnie w Iraku i w Syrii. Jest autorem programu „Powrót do korzeni” (Plan Marszala dla doliny Niniwy), który uzyskał międzynarodowe wsparcie finansowe i umożliwił odbudowę domów prywatnych oraz infrastruktury Kościoła w Iraku. Dzięki tej inicjatywie blisko połowa wysiedlonych rodzin chrześcijańskich mogła powrócić do swoich mieszkań. Podobnie w Syrii, jego działalność charytatywna i ekumeniczna pomogła Chrześcijanom przetrwać najgorsze i zachować nadzieję („Świece dla pokoju w Syrii”, „Różaniec pokoju”, „Pocieszajcie mój lud - Peregrynacja ikony Matki Bożej Bolesnej, Pocieszycielki Syryjczyków”). Jego praktyczny ekumenizm doprowadził do efektywnej współpracy lokalnej oraz wzmocnienia społeczności Chrześcijan. Działania pomocowe, dyplomatyczne, jak również orędownictwo na rzecz pokoju ocaliły obecność Chrześcijan na ziemiach rdzennie do nich należących, które są kolebką wiary chrześcijańskiej na Bliskim Wschodzie. 
W ramach swojej działalności wypromował kilka portali informacyjnych (przede wszystkim „Komitet odbudowy Niniwy” oraz „Chrześcijanie w Syrii”). Ks. Halemba jest twórcą zaawansowanego cyfrowego systemu służącego do zarządzania projektami i audytu "ACNaid". Jako naukowiec, Ks. Halemba prowadzi badania dokumentujące prześladowania i ludobójstwo Chrześcijan na Bliskim Wschodzie oraz badania socjologiczno-etnograficzne. 

### Międzynarodowa Inicjatywa "Nasza Droga do Boga"
Misyjna posługa ks. Halemby zaowocowała powstaniem międzynarodowej inicjatywy ewangelizacyjnej „Nasza Droga do Boga”. Inicjatywa ma na celu pomoc wszystkim, którzy chcą poznać Boga, wiarę chrześcijańską i przyjąć chrzest. Jej celem jest dzielenie się Dobrą Nowiną o Bogu z każdym bez wyjątku. Inicjatywa „Nasza droga do Boga” doprowadziła do uruchomienia cyklu katechez biblijnych zakorzenionych w tradycji Kościoła przeznaczonych dla arabskojęzycznych kandydatów do chrztu.  To swoiste vademecum katechumena napisane przez księży: Michela Sakra i Antoine'a Assafa, zostało opublikowane w formie książki, audio-booka i cyfrowo, jako aplikacja internetowa („Nasza droga do Boga”) oraz dodatkowo doczekało się ono tłumaczeń w wersji dwujęzycznej: arabsko -angielskiej, -francuskiej, -niemieckiej,  -włoskiej, -hiszpańskiej, - polskiej oraz persko(farsi)-niemieckiej.

### Odznaczenia i wyróżnienia
- 200? - Nagroda Złota Stuła św. Krzysztofa (przyznawana przez MIVA Polska w uznaniu za wieloletnie wspieranie misjonarzy i dzieła misyjnego).
- 2015 - Honorowy tytuł archimandryty (nadany przez J.E. Issama Johna Darwish'a, Greko-Melkickiego metropolitę Archidiecezji Zahleh i Furzol w Libanie).
- 2019 - Wyróżnienie magazynu „Inside the Vatican” (dla 10 osób, które poprzez swoje słowa i życie są świadkami nadziei, że Bóg istnieje i przychodzi, aby zbawiać Swój lud, przyznawane co roku przez magazyn „Inside the Vatican” dający wgląd w sprawy świata i serce Kościoła)[19].
- 2019 - Złoty Krzyż Zasługi (za działalność na rzecz osób potrzebujących pomocy i wsparcia, przyznawany przez prezydenta Rzeczypospolitej Polskiej).
- 2019 - Medal Złoty UKSW (w dowód uznania za wspieranie, współpracę i działanie na rzecz rozwoju Uniwersytetu Kardynała Stefana Wyszyńskiego w Warszawie).
- 2019 - Nagroda „Pro Redemptione” (za wysiłki pomocowe, dyplomatyczne oraz orędownictwo na rzecz pokoju i ocalenia obecności Chrześcijan na ziemiach rdzennie do nich należących, a szczególnie w Iraku i Syrii, przyznawana przez wydawnictwo i kwartalnik „Homo Dei”, ma na celu promocję ideału pracy na rzecz zbawienia poprzez wskazanie przykładu osób, które swoją pracą i zaangażowaniem ten ideał realizują)[20].
- 2020 - Honorowy tytuł chorepiscopa (nadany przez J.Em. kard. Louisa Raphaëla I Sako, chaldejskiego patriarchę Babilonii w Iraku).[21]